# Domarregler
Domarregler är allmänna förhållningsregler och etiska riktlinjer, som vänder sig till domare, i motsats till de formella, tekniska anvisningar för förfarandet som finns i rättegångsbalken.
Domarreglerna saknar större rättslig betydelse och är inte juridiskt bindande. De står dock fortfarande med i lagboken och det förekommer rättsfall där reglerna fortfarande åberopas men då endast som en del av juridisk doktrin och praxis.

## Historik

### Bilagan till Äldre Västgötalagen
Domarregler finns redan i den äldsta boken på svenska, handskrift KB B 59 som en bilaga till Äldre Västgötalagen. Västgötalagens domarregler inleds med följande anvisning: 
Den som vill vara en rätt domare, han skall ha tre slags nåd ifrån Gud: att veta skillnaden mellan rätt och orätt, att vilja allt det som är rätt och ingenting annat och att kunna verkställa rätten med eftertanke och med möda samt med ordens utsägande och gärningarnas utförande. Vidare sägs: Nu finns det fyra ting som kan hindra domaren: ett är kärlek, ett annat är hat, ett tredje är gåvor, det fjärde är rädsla. Dessa fyra skall domaren stå emot.

### Olaus Petris domarregler
En senare och mera omfattande samling domarregler med rubriken "Några allmennelige regler, ther en domare skal sig aldeles effter rätta"  anses ha författats av Olaus Petri. Det är dock inte klart hur mycket Petri författade själv och hur mycket han förmedlade från äldre tid.
De trycktes första gången 1635 i en upplaga av landslagen, och när 1734 års lag gavs ut (första tryckning 1736) ingick domarreglerna. De har därefter alltid medtagits även i privata lagutgåvor, som "Sveriges Rikes Lag", Svensk lag och Finlands Lag.
Citatet "Hött är med intet bött, dock icke på alla rum" från Olaus Petris domarregler betyder att enbart hot inte ska bötfällas utom i vissa fall (lagrum). Det var alltså enbart handlingen, och inte uppsåtet, som var brottsligt.

## Innehåll
Reglerna är delvis i avhandlingsform, delvis i form av sentenser. Med avseende på innehållet är domarreglerna anmärkningsvärda därför att i dem röjer sig ett av de tidigaste spåren till den förändring i rättsuppfattningen, som i flera avseenden försiggick under tiden mellan landslagarna och 1734 års lag. Särskilt gäller detta i fråga om bevisningen. Domarreglerna utmärker sig för en human anda samt en klar blick; språket är kraftfullt. 
Den inledande instruktionen till domaren som ämbetsman och hur domens rättsverkan återspeglar Luthers lära om kallelsen:
En domare skall först besinna, att han är en Guds befallningsman, och det ämbete han förter, det hörer Gudi till, och icke honom själv, och därför hörer domen, som han avlägger, Gudi till, efter det han avsagd varder i Guds ämbete, på Guds vägnar, så att det visserligen är Guds dom, och icke människors.
De avslutande orden i domarreglerna är att betrakta som reglernas, men även den dåvarande svenska juridikens, motto:
Orätt och saköre gör ingen herre rik.

Men lag och rätt är Herrens pris.

## På andra projekt
- Wikisource har originalverk som rör Olaus Petris Domareregler.